# اسپریل

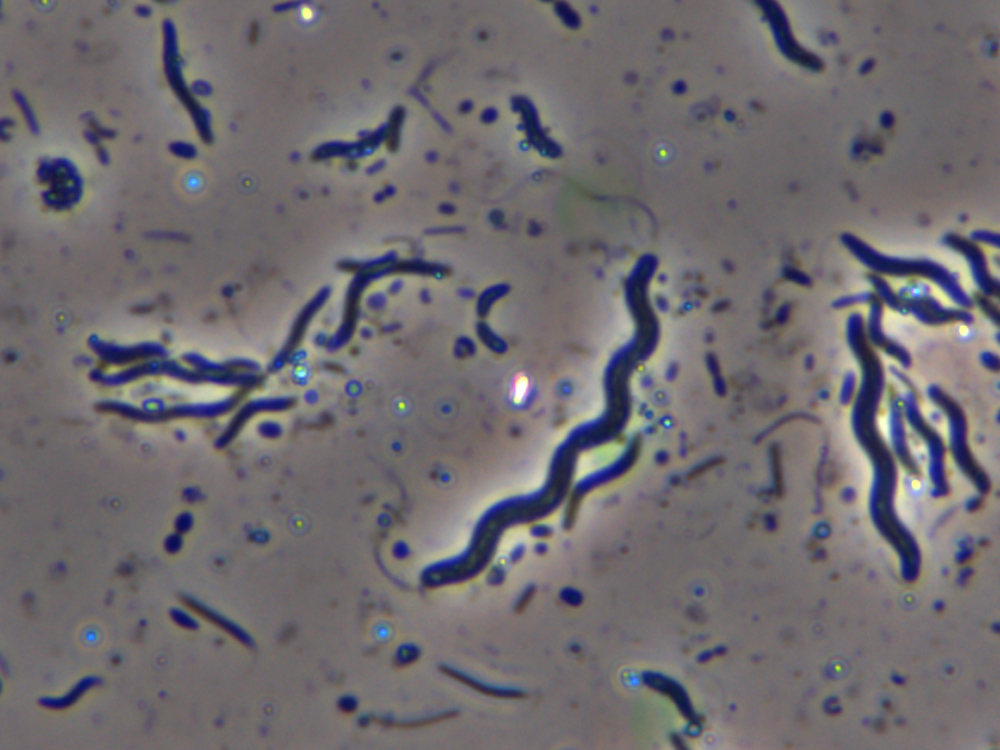

پیچیزه یا اسپریل‌ها شاخه‌ای از باکتریهای گرم منفی هستند که در خانواده اسپیریلاسه‌ها قرار می‌گیرند.  .

## شکل شناسی
شکل اعضای این شاخه سلول‌هایی بزرگ ، دراز ، فنری شکل و غیرقابل انعطاف است . بعضی از آن‌ها دسته‌ای تاژک در هر دو انتهای خود دارند . آن‌ها برای رشد وابسته به اکسیژن کم اند و اغلب در استخرهای آبی انباشته از مواد ارگانیک یافت می‌شوند. 

## بیماری زایی
یک نوع باکتری از این گونه که قبلاً به نام اسپیریلوم مینوس خوانده میشد ، عامل رخ دادن بیماری تب گزش جوندگان به‌شمار می‌رود.